# Fekete Miklós (labdarúgó)
Fekete Miklós, (Budapest, 1892. február 10. – 1917. július 2.) válogatott labdarúgó, csatár. Az 1912-es stockholmi olimpián a csapat tagja volt. Az első világháborúban hadifogságba esett, ahol fertőző betegség következtében meghalt.

## Pályafutása

### A válogatottban
1912-ben 1 alkalommal szerepelt a válogatottban. Az 1912-es stockholmi olimpián részt vevő válogatott tagja.

## Sikerei, díjai
- Olimpiai játékok
  - 5.: 1912, Stockholm
- Magyar bajnokság
  - 5.: 1911–12

## Statisztika

### Mérkőzése a válogatottban
| Magyarország | Magyarország    | Magyarország             | Magyarország | Magyarország | Magyarország | Magyarország      | Magyarország | Magyarország |
| #            | Dátum           | Helyszín                 | Hazai        | Eredmény     | Vendég       | Kiírás            | Gólok        | Esemény      |
| ------------ | --------------- | ------------------------ | ------------ | ------------ | ------------ | ----------------- | ------------ | ------------ |
| 1.           | 1912. július 3. | Stockholm, Råsunda (SWE) | Magyarország | 3 – 1        | Németország  | olimpiai vigaszág | -            |              |
|              | Összesen        |                          |              | 1            | mérkőzés     |                   | 0            | gól          |